# Debby Ryan
Deborah Ann Ryan (Huntsville, Alabama; 13 de mayo de 1993), conocida como Debby Ryan, es una actriz , cantante y compositora estadounidense. Ryan comenzó a actuar en teatros profesionales a la edad de siete años; en 2007, apareció en la película de Barney & Friends titulada Barney: Let's Go to the Firehouse donde Disney la reclutó. También es conocida por aparecer en el largometraje de 2008 The Longshots como Edith. De 2008 a 2011, actuó como Bailey Pickett en The Suite Life on Deck. En 2010, protagonizó la película 16 Wishes, que fue el programa de cable más visto en el día de su estreno en Disney Channel. 16 Wishes presentó a Ryan a nuevas audiencias; la película recibió una alta audiencia en el grupo demográfico de adultos (18–34). Poco después, Ryan protagonizó la película independiente, What If..., que se estrenó el 20 de agosto de 2010.
Desde 2011 hasta 2015, Ryan actuó como el personaje principal en la serie original de Disney Channel Jessie; también dirigió un episodio de la serie que se emitió el 15 de mayo de 2015. Protagonizó la película para televisión de Disney Channel Radio Rebel, en la que interpretó a Tara Adams, una tímida estudiante de secundaria que adopta el personaje de Radio Rebel. En 2013, formó la banda The Never Ending. A partir de julio de 2015, Ryan tocó con The Never Ending como un acto de apertura en el tour de Fifth Harmony Reflection Tour.

## Primeros años
Ryan nació en Huntsville, Alabama. Su padre estaba en el ejército, por lo que se mudó a numerosos lugares en Europa. Vivió en Wiesbaden, Alemania hasta que tenía 10 años y puede hablar inglés y alemán. Comenzó a actuar en teatros profesionales a la edad de siete años en una base estadounidense en Alemania. Regresó a los Estados Unidos en 2003 y se crio en Texas. Ryan se describió a sí misma como una «nerd» en la escuela. Fue intimidada en la escuela secundaria por ser la mascota y miembro del club de ajedrez de la escuela.

## Carrera

### 2008-2011:The Suite Life on Deck

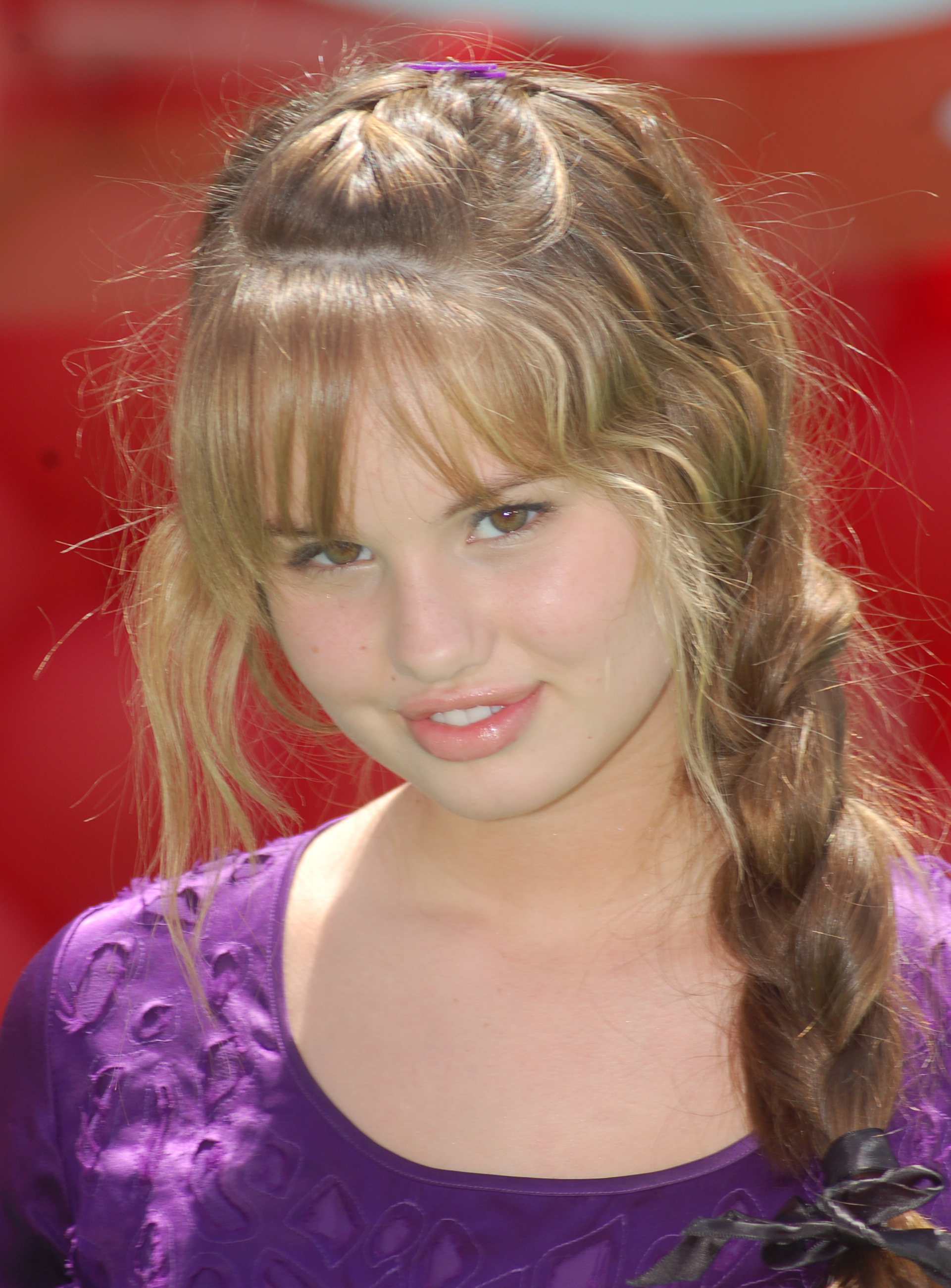
Ryan en el estreno de Up en 2009.

Comenzó a aparecer en varios comerciales de televisión en sus primeros años de adolescencia. En 2006 hizo su debut televisivo en el programa Barney y sus amigos. Su primer papel en una película fue en 2007 como personaje invitado en Barney: Let's Go to the Firehouse interpretando el papel de una adolescente. Protagonizó varios comerciales para iDog (2008). También tuvo un papel importante en el largometraje de Metro-Goldwyn-Mayer The Longshots como Edith. Interpretó a uno de los personajes principales, Bailey Pickett, en la serie original de Disney Channel, The Suite Life on Deck, que es una secuela de la exitosa serie de Disney Channel, The Suite Life of Zack & Cody. El piloto de la serie se emitió el 26 de septiembre de 2008 en los Estados Unidos y se convirtió en el estreno de la serie más vista en Canadá en Family. El personaje es el de una chica muy inteligente que abordó el barco para abandonar la ciudad ficticia de Kettlecorn, Kansas, donde vivía en una granja, porque odiaba el hecho de que la ciudad es muy pequeña. Fue la serie de televisión con mejor guion y número uno en 2008 para adolescentes, superando a la veterana serie Hannah Montana y Wizards of Waverly Place en la audiencia. La serie también fue la serie con guiones más valorada en 2009, superando a otras series para adolescentes.
En 2009, consiguió un papel protagónico en el largometraje independiente, What If..., junto a Kevin Sorbo y Kristy Swanson. La película se rodó en Grand Rapids y Manistee, Míchigan en julio de 2009 y se estrenó en cines el 20 de agosto de 2010. La película está producida por Pure Flix Entertainment y se centra en una familia cristiana. En octubre de 2009, fue la anfitriona del primer Festival de Música de Tween Girl Summit. «Las chicas preadolescentes se sienten atraídas por artistas talentosos que emanan la alegría de la vida, y estamos muy felices de tener a la favorita adolescente Debby Ryan como la primera presentadora del Festival de Música The Tween Summit», dijo Denise Restauri, fundadora de The Tween Summit, AllyKatzz.com y AK Tweens. Ryan se estableció para encabezar el Terrific Teen Tour, una serie de conciertos que coencabezada por Mitchel Musso, Jasmine Richards y Savannah Outen, que comenzará el 9 de julio de 2009 y finalizará el 14 de julio, pero la gira fue cancelada debido a conflictos de programación. La gira habría sido el debut de Ryan como una músico en vivo. En 2010, protagonizó la película para jóvenes adultos 16 Wishes. Además, la película la introdujo a la audiencia adulta contemporánea ya que recibió una gran audiencia de esa categoría. Ryan señaló que para prepararse para su papel en 16 Wishes, vio numerosas películas de Brat Pack.

### 2011-2015:Jessiey música

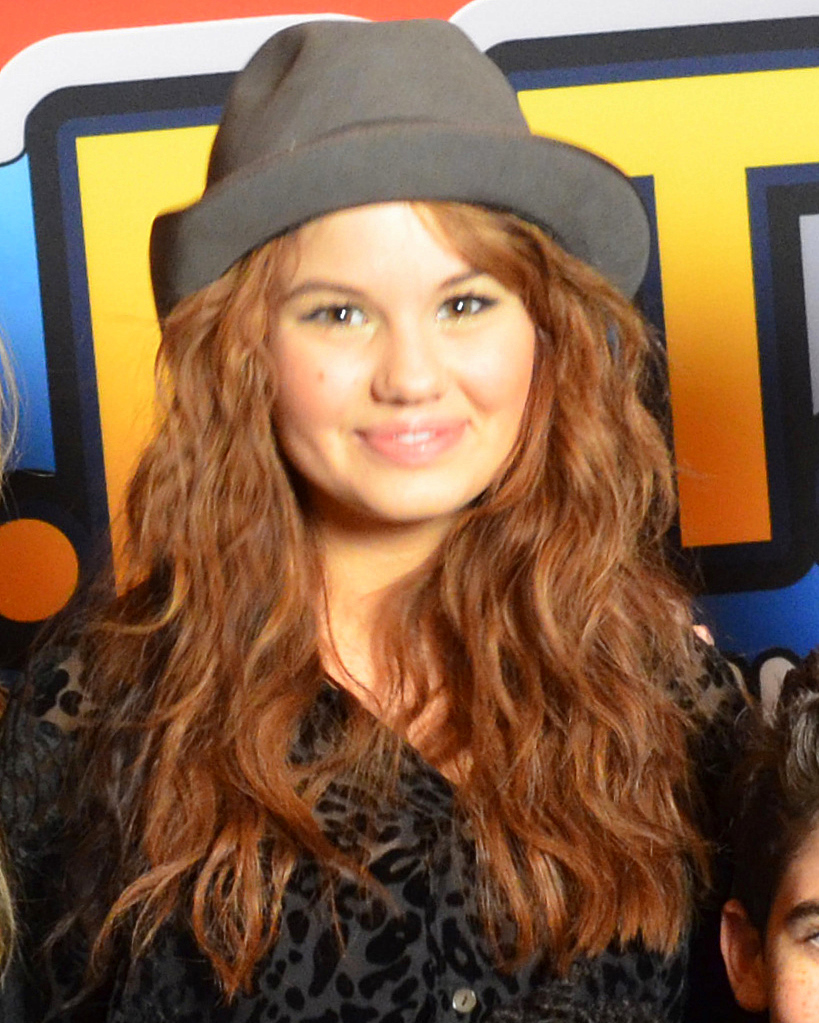
Ryan en la cuarta temporada de Radio Disney en 2011.

El 25 de marzo de 2011, protagonizó la serie The Suite Life Movie. El 29 de marzo, lanzó el sencillo promocional «Made of Matches», tema de la serie de televisión de Discovery Family R.L. Stine's The Haunting Hour. The Suite Life of Zack & Cody terminó el 6 de mayo de 2011. El 6 de julio, lanzó su sencillo debut, la canción alternativa de hip hop We Ended Right, junto a Chad Hively & Chase Ryan. La canción fue lanzada desde su propio sello, Ryan River Studio, fundado con su hermano, Chase Ryan. También en 2011, se anunció que Ryan protagonizaría su propia serie de Disney Channel llamada Jessie, que debutó en septiembre de 2011. La serie sigue a una chica que se muda de Texas a Nueva York para convertirse en una estrella, pero se convierte en una niñera en lugar de una familia con cuatro hijos. Jessie es una serie que también ayudó a crear, relatando que quería que su personaje se relacionara con ella misma. Ryan dirigió el episodio de la tercera temporada «Coffee Talk», convirtiéndola en la mujer más joven en dirigir una producción de Disney Channel. Además, en un cambio hacia un papel más maduro, ella invitada actuó un episodio de Private Practice como una drogadicta en recuperación.

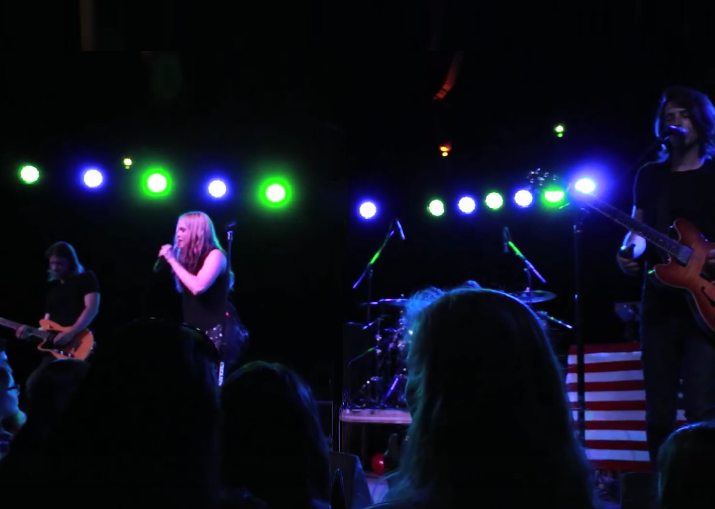
Ryan actuando en vivo con The Never Ending en 2014

El 17 de febrero de 2012, protagonizó otra película de Disney Channel titulada Radio Rebel como Tara, una adolescente muy tímida que teme hablar con cualquier persona en su escuela, pero en la privacidad de su habitación, incorpora el personaje de radio más famoso de Internet bajo el apodo de 'Radio Rebel'. Ella lanzó una versión de «We Got the Beat», de The Go-Go's, como el sencillo promocional de la película el 21 de febrero. El 31 de agosto de 2012, dio voz al personaje de Spike en la película de Tinker Bell, Secret of the Wings. También en 2012, formó la banda independiente The Never Ending con el guitarrista Kyle Moore y el baterista Johnny Franco. Ryan comentó que su estilo musical incluye folf, indie pop y country. Ella citó como influencias musicales para su trabajo debut The Lumineers, Mumford & Sons, April Smith and the Great Picture Show y Tom Petty. En 2013, Ryan protagonizó la película Kristin's Christmas Past como Haddie. Ella hizo una aparición en la película  Muppets Most Wanted, lanzada el 21 de marzo de 2014, como Savana, pero la escena fue eliminada. La escena fue reinstalada más tarde en la versión extendida de la versión de Blu-ray. El 1 de junio, Ryan y The Never Ending lanzó su primer sencillo, «Mulholland Drive», con un estreno en el sitio web de Billboard. Su EP debut One fue lanzado el 24 de junio, presentando la carátula del álbum con un tema de circense. También apareció en la serie de televisión Mighty Med como Jade y fue mentora invitada en la quinta temporada de Fashion Police. El 17 de abril de 2015, un episodio de Girl Meets World se estrenó presentando a Ryan como Aubrey Macavoy. El 23 de junio de 2015, The Never Ending debutó su nuevo sencillo, titulado «Secondhand».

### 2016-presente: enfoque en la actuación

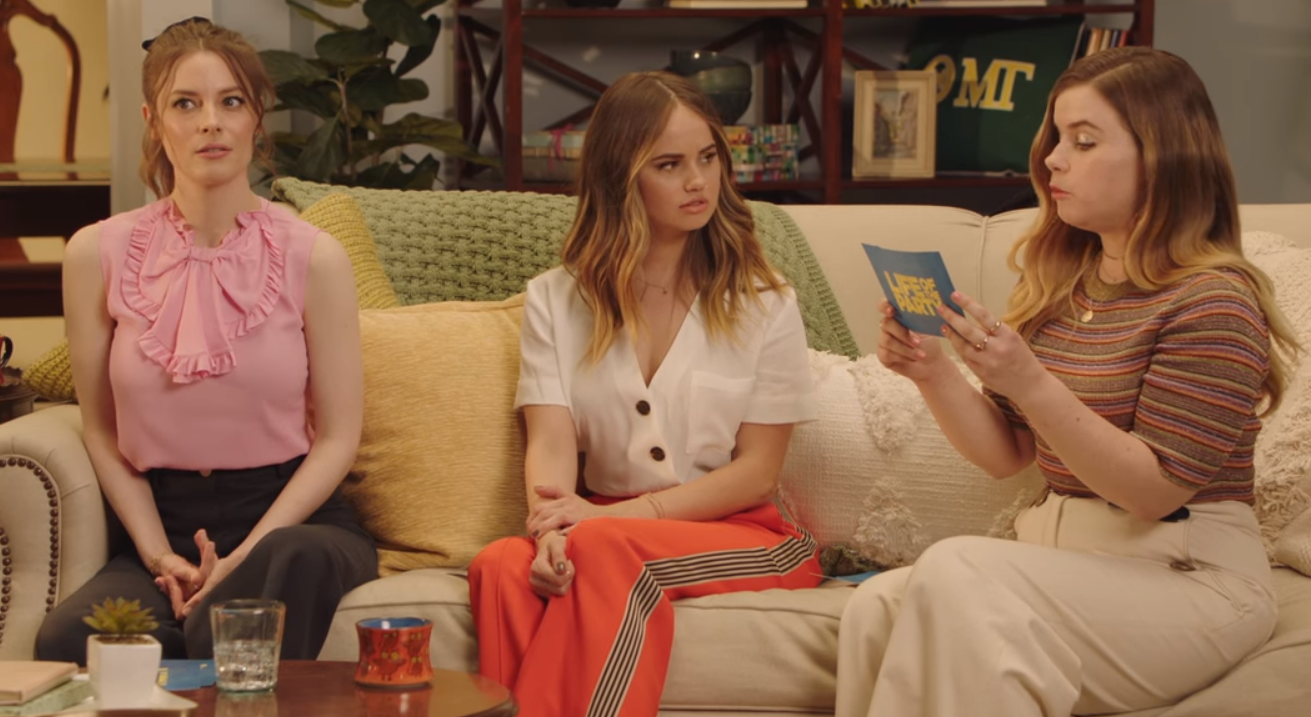
Ryan junto a Gillian Jacobs en una entrevista de 2018.

En 2016, fue elegida para aparecer en la serie policial de NBC The Mysteries of Laura en la segunda temporada como Lucy Diamond, la medio hermana paterna más joven de Laura, que es drogadicta y problemática, y la media tía de Nicholas y Harrison. Al mismo tiempo, Ryan fue confirmada en el elenco de la serie de comedia Sing It!. La serie debutó el 25 de mayo de 2016 en YouTube Red, un servicio pago de transmisión de series y películas originales, similar a Netflix. Ryan interpretó a Holli Holiday, una cantante famosa y egocéntrica, que usa el programa de talentos ficticios Sing It! para autopromocionarse. El personaje fue inspirado por Paula Abdul. El 22 de agosto, se confirmó que Ryan se uniría a la serie dramática de VH1 Daytime Divas, basada en el libro Satan's Sisters de la expresentadora de The View, Star Jones. La serie debutó el 5 de junio de 2017. Ella interpretará a Maddie Finn, una expresentadora de The Lunch Hour y rival de Kibby, que quiere regresar al show.
En junio de 2017, Ryan anunció a través de su Instagram que Netflix había recogido Insatiable tras ser desechada por The CW. La primera temporada se estrenó el 10 de agosto de 2018. El 14 de febrero de 2020, la serie fue cancelada después de dos temporadas. En 2020, protagonizó junto a Alison Brie en la película dramática de Netflix, Horse Girl, que fue dirigida por Jeff Baena. En el mismo año, Ryan fue elegida para la película de suspenso de Netflix, Fauces de la noche, dirigida por Adam Randall. También aparecerá en The Opening Act dirigida por Steve Byrne.

## Vida personal

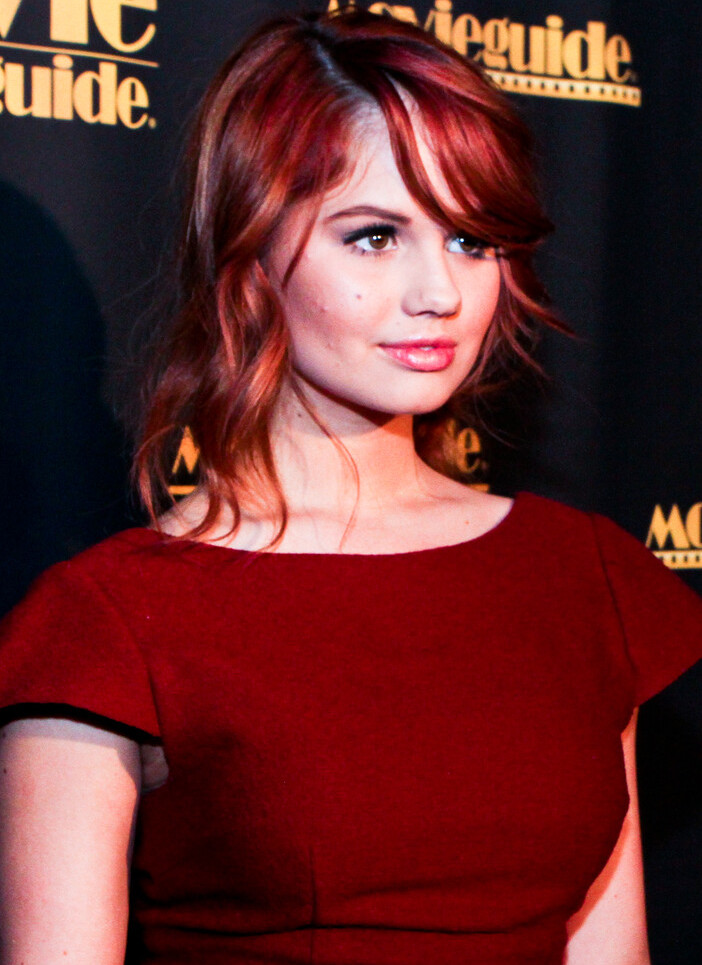
Ryan en el Movieguide Awards en 2013.

En una entrevista con People Magazine en 2009, dijo que su coestrella de Suite Life, Brenda Song, es su ídolo de actuación. En una entrevista de marzo de 2009, Ryan reveló que también admira a Meryl Streep, afirma que ella «es tan profundamente a la reflexión y cambio de vida». Ryan ha dicho que sus otros modelos a seguir incluyen a Anne Hathaway, Rachel McAdams y Tobey Maguire. Cuando se le preguntó acerca de los gustos musicales, dijo: «Me encanta el jazz me encanta cantar, también me encanta el country. Mi hermano ama el rock, además que también tiene ese estilo parecido a Jason Mraz. Así que, básicamente, mi respuesta es: Jazz-country-rock-alternativo? No tengo ni idea! Pero honestamente me encantaría hacer música country».
Profesa la religión cristiana. Toca varios instrumentos, incluida la guitarra, el piano y el teclado. Ryan también comenzó a salir con el baterista de Twenty One Pilots, Josh Dun, en mayo de 2013. En una entrevista de Teen Vogue del 10 de marzo de 2015, reveló que su relación con Dun era buena, pero que había estado en una relación abusiva con otra persona antes. Describió la relación anterior como profesional más que romántica, pero dijo que «fue una manipulación emocional hasta el punto en que se volvió física». En la entrevista, afirmó que decidió asociarse con Mary Kay y Love is Respect para su campaña contra la violencia doméstica Don't Look Away. Se cita a Ryan diciendo: «En el segundo en que alguien te pone la mano encima, se cruza un límite».
En abril de 2016, fue arrestada por conducir bajo los efectos del alcohol. Inicialmente, fue acusada de delito grave de DUI, pero luego se redujo a dos delitos menores. Fue puesta en libertad después de pagar una fianza de 100.000 dólares. El 30 de junio de 2016, no impugnó la conducción imprudente y fue sentenciada a tres años de libertad condicional, servicio comunitario y un programa de DUI.
El 23 de diciembre de 2018, Dun anunció su compromiso con Ryan en su cuenta de Instagram. En mayo de 2020, Ryan reveló a través de una entrevista con Vogue que se casaron en secreto, a finales de 2019 en la ciudad de Austin.

## Otros proyectos

### Filantropía
Está involucrada en Disney's Friends for Change. Apareció en un anuncio publicitario en Disney Channel. La caridad ayuda a explicar cómo los niños pueden ayudar a preservar el planeta y los invita a ir al sitio web de Friends for Change para registrarse y comprometerse, ofreciéndoles la oportunidad de ayudar a elegir cómo Disney va a invertir $1 millón en programas de medio ambiente. Ryan fue parte de los Disney's Friends for Change Games, que contó con más de estrellas 30 de Disney Channel y Disney XD que compiten en divertidas pruebas físicas e inspirados en las buenas acciones para el medio ambiente. Las estrellas se dividen en equipos y cada equipo jugó en nombre de una organización de caridad del medio ambiente. Ryan formó parte como capitana del equipo azul jugando a beneficio de Ocean Conservancy.

### Moda
En julio de 2012, empezó a trabajar en una línea de ropa para el año 2013. Dijo que estaba en las etapas iniciales de la construcción de una marca de moda por sí misma y reveló que ha estado investigando y entrevistando a los diseñadores de las marcas que pueden gustarle para trabajar.

## Filmografía
| Año  | Título                            | Personaje             | Notas              |
| ---- | --------------------------------- | --------------------- | ------------------ |
| 2007 | Barney: Let's Go to the Firehouse | Adolescente           |                    |
| 2008 | The Longshots                     | Edith Smith           |                    |
| 2010 | What If...                        | Kimberly «Kim» Walker |                    |
| 2011 | The Hangover Hollywood            | Ella misma            | Cortometraje       |
| 2012 | Secret of the Wings               | Spike                 | Voz                |
| 2014 | Muppets Most Wanted               | Savana                |                    |
| 2017 | Rip Tide                          | Cora Hamilton         |                    |
| 2018 | Cover Versions                    | Maple                 |                    |
| 2018 | Every Day                         | Jolene                |                    |
| 2018 | Life of the Party                 | Jennifer              |                    |
| 2018 | Grace                             | Nicole                |                    |
| 2020 | Horse Girl                        | Nikki                 |                    |
| 2020 | The Opening Act                   | Jen                   |                    |
| 2021 | Night Teeth                       | Blaire                |                    |
| 2022 | Spin Me Round                     | Susie                 |                    |
| 2023 | Shortcomings                      | Sasha                 |                    |
| 2023 | Fast X                            | Ella misma            | Aparición especial |
| 2024 | Turtles All the Way Down          | Quinn                 |                    |

| Año       | Título                            | Personaje                | Notas                                                |
| --------- | --------------------------------- | ------------------------ | ---------------------------------------------------- |
| 2006      | Barney and Friends                | Debby                    | Elenco recurrente (Temporada 10)                     |
| 2008      | Jonas Brothers: Living the Dream  | Ella misma               | Episodio: «Hello Hollywood»                          |
| 2008–2011 | The Suite Life on Deck            | Bailey Pickett           | Elenco principal; 71 episodios                       |
| 2009      | Wizards of Waverly Place          | Bailey Pickett           | Episodio: «Cast Away (To Another Show)»              |
| 2009      | Hannah Montana                    | Bailey Pickett           | Episodio: «Super(stitious) Girl»                     |
| 2010      | 16 Wishes                         | Abigail «Abby» Jensen    | Película para televisión                             |
| 2011      | The Suite Life Movie              | Bailey Pickett           | Película para televisión                             |
| 2011      | The Haunting Hour: The Series     | Stefani Howard           | Episodio: «Wrong Number»                             |
| 2011      | PrankStars                        | Ella misma               | Episodio: «Something to Chew On»                     |
| 2011      | Disney's Friends for Change Games | Ella misma / Concursante | 5 episodios                                          |
| 2011      | Private Practice                  | Hayley                   | Episodio: «The Breaking Point»                       |
| 2011–2015 | Jessie                            | Jessie Prescott          | Protagonista; 98 episodios                           |
| 2012      | Zeke and Luther                   | Courtney Mills           | Episodio: «There's No Business Like Bro Business»    |
| 2012      | The Glades                        | Christa Johnson          | Episodio: «Fountain of Youth»                        |
| 2012      | Radio Rebel                       | Tara Adams               | Película para televisión                             |
| 2012      | Austin & Ally                     | Jessie Prescott          | Episodio: «Austin & Jessie & Ally All Star New Year» |
| 2013      | Good Luck Charlie                 | Jessie Prescott          | Episodio: «Good Luck Jessie: NYC Christmas»          |
| 2013      | Kristin's Christmas Past          | Haddie                   | Película para televisión                             |
| 2014      | Mighty Med                        | Jade / Remix             | Episodio: «Guitar Superhero»                         |
| 2014      | Ultimate Spider-Man               | Jessie Prescott          | Episodio: «Halloween Night at the Museum»            |
| 2015      | Girl Meets World                  | Aubrey                   | Episodio: «Girl Meets Demolition»                    |
| 2015      | Goldie & Bear                     | Thumbelina               | Episodio: «Thumbulina's Wild Ride»                   |
| 2016      | The Mysteries of Laura            | Lucy Diamond             | 2 episodios                                          |
| 2016      | Sing It!                          | Holli Holiday            | Elenco principal; 10 episodios                       |
| 2017      | Daytime Divas                     | Maddie Finn              | 2 epidodios                                          |
| 2018–2019 | Insatiable                        | Patricia «Patty» Bladell | Protagonista; 22 episodios                           |
| 2022      | The Resort                        | Hanna                    | Elenco recurrente; 4 episodios                       |
| 2023–2024 | Velma                             | Krista                   | Interpretación de voz; 10 episodios                  |
| 2024      | American Horror Stories           | Jillian Fletcher         | Episodio: «The Thing Under the Bed»                  |

## Discografía

### Sencillos
| Título                                                  | Año  | Posicionamientos en listas | Álbum              |
| Título                                                  | Año  | SK                         | Álbum              |
| ------------------------------------------------------- | ---- | -------------------------- | ------------------ |
| «We Ended Right» (featuring Chad Hively and Chase Ryan) | 2011 | 147                        | Sin álbum-sencillo |

### Sencillos promocionales
| Título            | Año  | Álbum              |
| ----------------- | ---- | ------------------ |
| «Made Of Matches» | 2011 | Sin álbum-sencillo |
| «We Got the Beat» | 2012 | Radio Rebel        |

### Otras apariciones
| Título                       | Año  | Otro(s) artista(s) | Álbum                             |
| ---------------------------- | ---- | ------------------ | --------------------------------- |
| «Hakuna Matata»              | 2010 | —                  | Disneymania 7                     |
| «A Wish Comes True Everyday» | 2010 | —                  | 16 Wishes                         |
| «Open Eyes»                  | 2010 | —                  | 16 Wishes                         |
| «Hey, Jessie»                | 2012 | —                  | Make Your Mark: Ultimate Playlist |
| «Deck the Halls»             | 2012 | —                  | Disney Channel Holiday Playlist   |
| «Favorite Time of Year»      | 2013 | —                  | Holidays Unwrapped                |
| «Face 2 Face»                | 2013 | Ross Lynch         | Austin & Ally: Turn It Up         |
| «Best Year»                  | 2014 | —                  | Disney Channel: Play It Loud      |

### Videos musicales
| Título                        | Año  | Director          | Notas                                  |
| ----------------------------- | ---- | ----------------- | -------------------------------------- |
| "A Wish Comes True Every Day" | 2010 | Peter DeLuise     |                                        |
| "Open Eyes"                   | 2010 | Peter DeLuise     |                                        |
| "Deck the Halls"              | 2010 | —                 |                                        |
| "Made of Matches"             | 2011 | Neill Fearnley    |                                        |
| "We Got the Beat"             | 2012 | Peter Howitt      |                                        |
| "Ever Enough"                 | 2013 | Mark Staubach     | Un vídeo musical de Rocket To The Moon |
| "Level of Concern"            | 2020 | Twenty One Pilots |                                        |

### Producción y créditos de composición
| Producción y composición | Producción y composición | Producción y composición                | Producción y composición     | Producción y composición  |
| Título                   | Año                      | Artista(s)                              | Álbum                        | Notas                     |
| ------------------------ | ------------------------ | --------------------------------------- | ---------------------------- | ------------------------- |
| "Feel My Heart"          | 2009                     | Chase Ryan                              | Feel My Heart                | Coproductora              |
| "Saying Goodbye"         | 2009                     | Chase Ryan                              | Feel My Heart                | Coproductora              |
| "Still Need You"         | 2009                     | Chase Ryan                              | Feel My Heart                | Coproductora              |
| "Forecast"               | 2009                     | Chase Ryan                              | Feel My Heart                | Coproductora              |
| "Dream This Town"        | 2009                     | Chase Ryan                              | Feel My Heart                | Coproductora              |
| "Open Eyes"              | 2010                     | Debby Ryan                              | 16 Wishes                    | Compositora               |
| "Made Of Matches"        | 2010                     | Debby Ryan                              | —                            | Compositora, productora   |
| "Innocent Love"          | 2010                     | Chase Ryan                              | Innocent Love                | Coproductora              |
| "We Ended Right"         | 2011                     | Debby Ryan con Chad Hively & Chase Ryan | Radio Rebel                  | Compositora, coproductora |
| "Mulholland Drive        | 2014                     | The Never Ending                        | One                          | Coproductora              |
| "Ruthless"               | 2014                     | The Never Ending                        | One                          | Coproductora              |
| "Before I Go Upstairs"   | 2014                     | The Never Ending                        | One                          | Coproductora              |
| "Call Me Up"             | 2014                     | The Never Ending                        | One                          | Coproductora              |
| "When the Dark Falls"    | 2014                     | The Never Ending                        | One                          | Coproductora              |
| "Best Year"              | 2014                     | Debby Ryan                              | Disney Channel: Play It Loud | Coproductora              |

## Premios y nominaciones
| Año  | Premiación                                       | Categoría                                                                                             | Trabajo                | Resultado | Ref.   |
| ---- | ------------------------------------------------ | --- | ---------------------- | --------- | ------ |
| 2008 | Celebrity Love Awards                            | "Actriz Favorita"                                                                                     | The Suite Life on Deck | Nominada  | [ 86 ] |
| 2009 | Celebrity Love Awards                            | "Actriz Favorita"                                                                                     | The Suite Life on Deck | Nominada  | [ 86 ] |
| 2009 | Popstar! Magazine's 8th Annual Poptastic Awards  | "Actriz Favorita de TV"                                                                               | The Suite Life on Deck | Nominada  | [ 87 ] |
| 2009 | Popstar! Magazine's 8th Annual Poptastic Awards  | "Actriz Revelación"                                                                                   | The Suite Life on Deck | Ganadora  | [ 87 ] |
| 2010 | Celebrity Love Awards                            | "Actriz Favorita"                                                                                     | The Suite Life on Deck | Nominada  | [ 86 ] |
| 2010 | Hollywood Teen TV Awards                         | "Actriz adolescente: Comedia"                                                                         | The Suite Life on Deck | Nominada  | [ 88 ] |
| 2010 | Body Peace Award                                 | "Defensora destacada"                                                                                 | The Suite Life on Deck | Ganadora  | [ 89 ] |
| 2010 | Jetix Awards (Alemania)                          | "Mejor Estrella de TV"                                                                                | The Suite Life on Deck | Nominada  |        |
| 2010 | Popstar! Magazine's 9th Annual Poptastic Awards  | "Actriz de TV"                                                                                        | The Suite Life on Deck | Ganadora  | [ 90 ] |
| 2010 | Popstar! Magazine's 9th Annual Poptastic Awards  | "Belleza Femenina"                                                                                    | The Suite Life on Deck | Ganadora  | [ 90 ] |
| 2010 | Popstar! Magazine's 9th Annual Poptastic Awards  | "Ídolo de estilo femenino"                                                                            | The Suite Life on Deck | Nominada  | [ 90 ] |
| 2010 | Nickelodeon UK Kids' Choice Awards               | "Mejor Actriz de Televisión"                                                                          | The Suite Life on Deck | Ganadora  | [ 86 ] |
| 2010 | Nickelodeon Kids' Choice Awards (Italia)         | "Estrella Favorita de TV"                                                                             | The Suite Life on Deck | Nominada  | [ 86 ] |
| 2010 | Nickelodeon Kids' Choice Awards (Italia)         | "Estrella Internacional Favorita"                                                                     | The Suite Life on Deck | Nominada  | [ 86 ] |
| 2010 | Hollywood Teen TV Awards                         | "Actriz Favorita de Comedia"                                                                          | Ella misma             | Nominada  | [ 91 ] |
| 2011 | Premios Young Artist                             | "Mejor actuación en una película para TV, miniserie o especial - Actriz joven principal o secundaria" | 16 Wishes              | Nominada  | [ 92 ] |
| 2012 | Popstar! Magazine's 11th Annual Poptastic Awards | "Actriz de TV"                                                                                        | Jessie                 | Ganadora  | [ 93 ] |
| 2012 | Popstar! Magazine's 11th Annual Poptastic Awards | "Ídolo de estilo femenino"                                                                            | Ella misma             | Nominada  | [ 93 ] |
| 2012 | Teen Icon Awards                                 | "Corazón Icónico"                                                                                     | Ella misma             | Nominada  | [ 94 ] |
| 2014 | Teen Choice Awards                               | "Actriz de Comedia"                                                                                   | Jessie                 | Nominada  | [ 95 ] |
| 2014 | Kids' Choice Awards                              | Estrella Favorita de TV                                                                               | Jessie                 | Nominada  | [ 96 ] |
| 2015 | Kids' Choice Awards                              | Estrella Favorita de TV                                                                               | Jessie                 | Nominada  | [ 97 ] |